# Гнатівка (Новоукраїнський район)
Гна́тівка — село в Україні, у Добровеличківській селищній громаді Новоукраїнського району Кіровоградської області. Населення становить 598 осіб. Колишній центр Гнатівської сільської ради.

## Історія

Гнатівка на триверстовій карті XIX століття

Станом на 1886 рік у селі Любомирської волості Єлисаветградського повіту Херсонської губернії мешкало 717 осіб, налічувалось 133 дворових господарства, існувала школа.

## Населення
Згідно з переписом УРСР 1989 року чисельність наявного населення села становила 650 осіб, з яких 275 чоловіків та 375 жінок.
За переписом населення України 2001 року в селі мешкало 598 осіб.

### Мова
Розподіл населення за рідною мовою за даними перепису 2001 року:
| Мова       | Відсоток |
| ---------- | -------- |
| українська | 97,66 %  |
| російська  | 1,34 %   |
| молдовська | 1,00 %   |